# Californië (Maasdriel)
Californië is een buurtschap aan de N831 in de gemeente Maasdriel in de Nederlandse provincie Gelderland. De buurtschap ligt direct voor Ammerzoden, maar behoort tot Hedel. In Californië was vroeger een herberg met dezelfde naam.
Waarom de buurtschap zo heet - buiten bovenvermelde reden -  is niet bekend, omdat het archief van Ammerzoden de Tweede Wereldoorlog niet overleefd heeft.

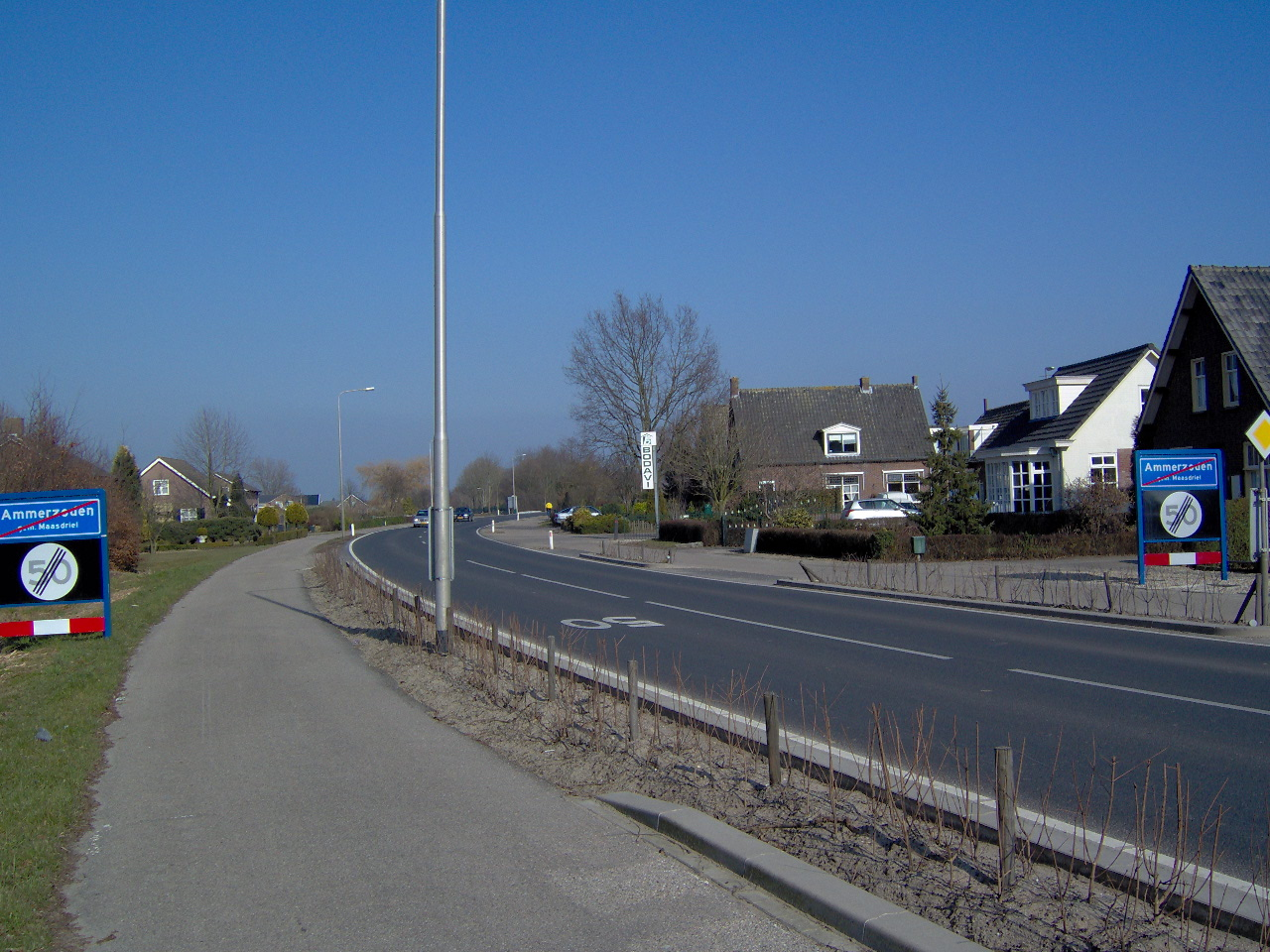
Zicht op Californië vanuit Ammerzoden

Dorpen: Alem · Ammerzoden · Hedel · Heerewaarden · Hoenzadriel · Hurwenen · Kerkdriel · Rossum · Velddriel · Well · Wellseind

Buurtschappen: Californië · Doorning · Rome · Sint Andries · Slijkwell · Veluwe · Voorne · Wordragen

Gelderland: Steden en dorpen in Gelderland      Nederland: Provincies · Gemeenten